# حكيم بوراهساسار
حكيم بوراهساسار (14 يناير 1995 في بلجيكا - ) هو لاعب كرة قدم بلجيكي في مركز الهجوم. لعب مع نادي كلوب بروج وناك بريدا.

## وصلات خارجية
- حكيم بوراهساسار على موقع قاعدة بيانات كرة القدم.إي يو (الإنجليزية)
- حكيم بوراهساسار على موقع Soccerway.com (الإنجليزية)